# Bârsești (gmina)
Bârsești – gmina w Rumunii, w okręgu Vrancea. Obejmuje miejscowości Bârsești i Topești. W 2011 roku liczyła 1299 mieszkańców.